# 미와촌 (아이치현 기타시타라군)
미와촌(三輪村)은 아이치현 기타시타라군에 설치되었던 촌이다. 현재의 도에이정 남서부·신시로시 북동부에 해당한다.